# Гальюн

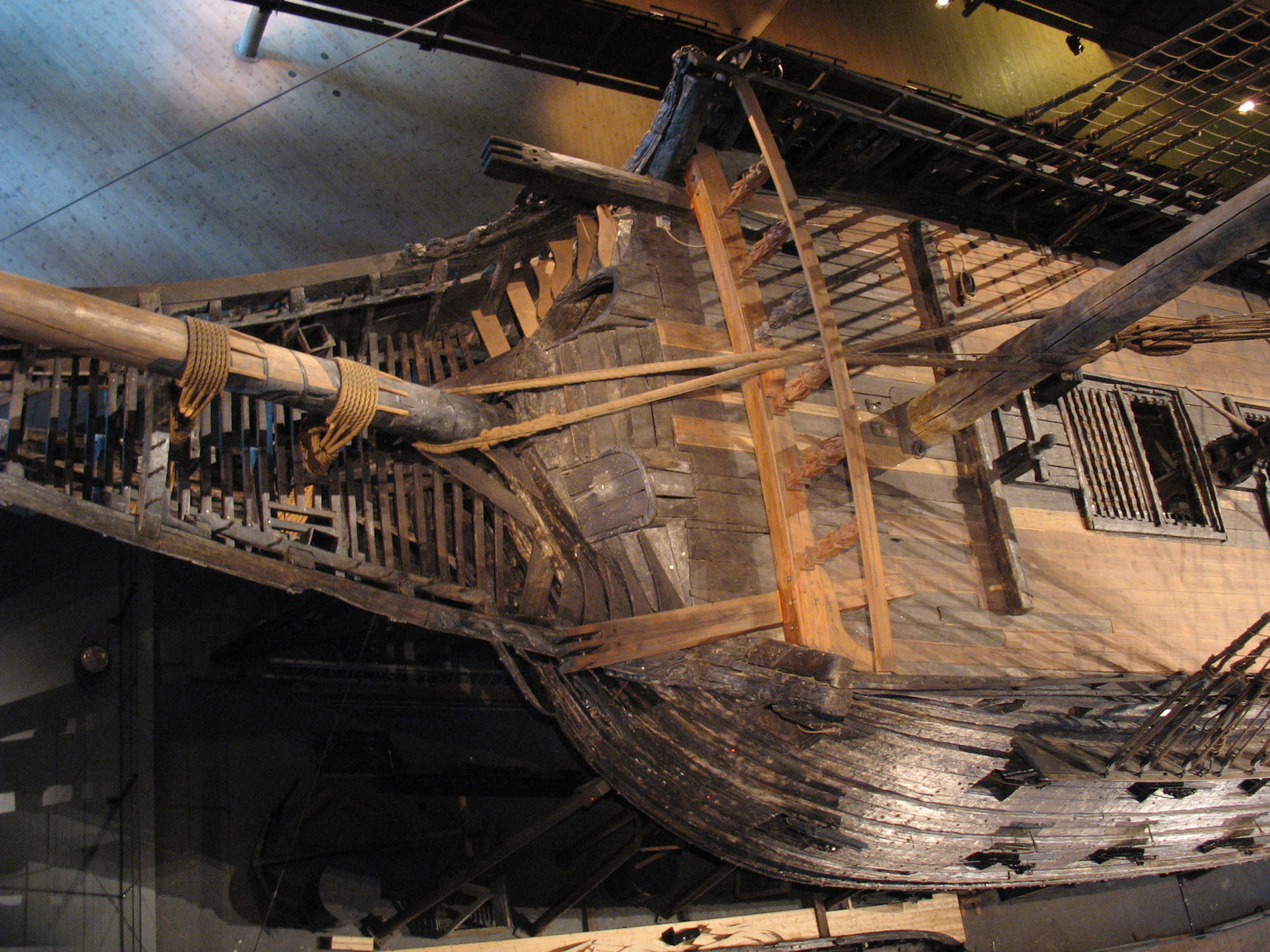
Гальюн галеона «Ваза»

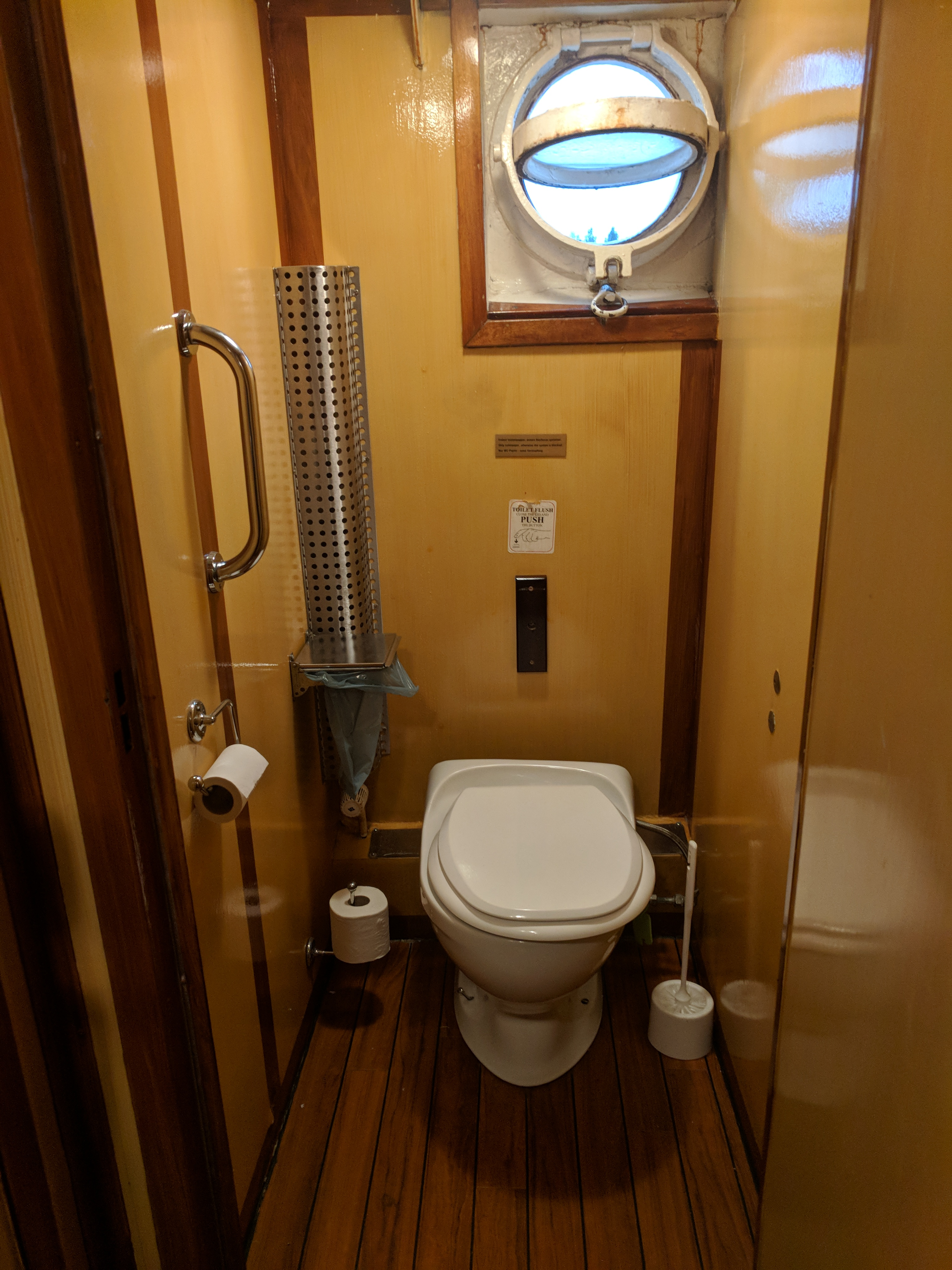
Гальюн круїзного судна «Діана»

Галью́н (від нід. galjoen — «конструкція на носі корабля», «галеон») — звис на носі вітрильника, на якому встановлювали «гальюнну фігуру» (носову прикрасу), згодом вбиральня для екіпажу корабля. Традиційно на носовому звисі (між княвдигедом і бортами) встановлювалися відхожі місця для екіпажу, пізніше назва була перенесена і на суднові туалети взагалі.

## На старовинних кораблях
Основою гальюна були чаки гальюна — дерев'яні штуки, що заповнювали простір між форштевнем і княвдигедом. З обох бортів до них примикали шпангоути гальюна (тимберс-індигеди, гед-тимберси), зверху їхні гілки з'єднувалися поперечними бімсами. Від носових скул корпусу до бекпіса (найвищої частини княвдигеда) з обох бортів підіймалися кілька вигнутих брусів — чикси. Між чиксами з кожного борту може поміщатися прикрашена дошка — херброкет (від англ. head brocket — «гальюнний кутик»). На верхні чикси спираються шпангоути гальюна, примикаючи обабіч до чак гальюна. З обох бортів по верхніх чиксах і шпангоутах йшли поздовжні вигнуті декоративні рейки — регелі. Спереду верхні чикси з'єднувалися трикутною дерев'яною штукою — сідлом гальюна. На бімси встановлювалася решітка гальюна, що теж мала в плані трикутну форму. До середини XVII століття майданчик гальюна був горизонтальним і суцільним, пізніше став вигинатися догори і набув вигляду решітки. Через неї проходив ватер-вулінг — тросовий бандаж, що з'єднував бушприт з отворами в княвдигеді (або в чаках гальюна). На решітці обабіч бушприта встановлювалися дерев'яні ящики, що служили стульчаками. Ззаду гальюн був обмежений бікгедом (від англ. beakhead — «княвдигед») — носовою перебіркою, що відділяла його від кубрика.
Гальюн виконував функцію відхожого місця тільки для матросів: туалети для офіцерів розташовувалися в штульцах — звисах обабіч кормової частини судна, верхні поверхи яких також могли бути ванними кімнатами.
Крім того, на кораблях були пісуари у вигляді вроблених у фальшборт свинцевих посудин (англ. pissdales). З'явилися такі пристрої у XVII столітті; доти для сечовипускання могли використовувати звичайні відра або мочитися прямо через борт, незважаючи на ризик падіння у воду.

## На сучасних кораблях
Гальюни сучасних суден обладнуються звичайними унітазами. Вода для змиву подається зі спеціальних санітарних цистерн, нечистоти збираються в іншій цистерні, яка випорожнюється відповідно до вимог Міжнародної конвенції по запобіганню забрудненню з суден (МАРПОЛ).
Гальюни підводних човнів зіткаються з проблемою підвищеного забортного тиску, який перешкоджає викачуванню нечистот назовні корпусу. Унаслідок цього ранні туалетні системи на підводних човнах були складними: наприклад, на американських субмаринах типу S доводилося ледь не залучати до обслугування гальюна спеціального механіка. Помилка в поводженні з пристроєм приводила до вкидання нечистот і забортної води усередину (за однією з версій, так загинув німецький підводний човен U-1206).
Командир британської субмарини HMS E35 вважав гальюни човнів типу E настільки поганими, що волів дозволяти екіпажу справляти природні потреби тільки вночі, коли човен спливав. Непотрібний гальюн у такому разі перетворювався на додаткову комору для провізії.

## Галерея

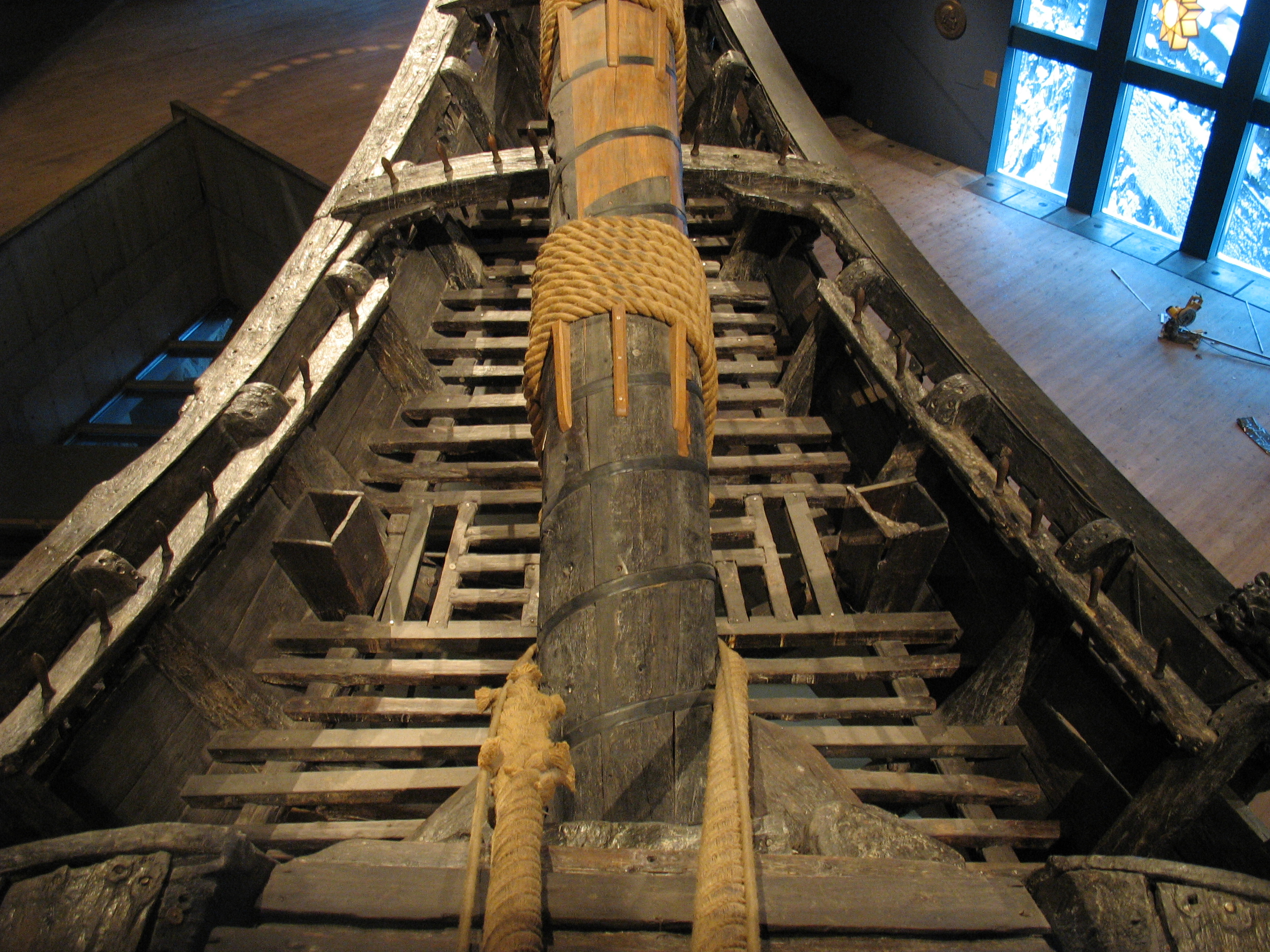
Гальюн з відхожими місцями галеона «Ваза»
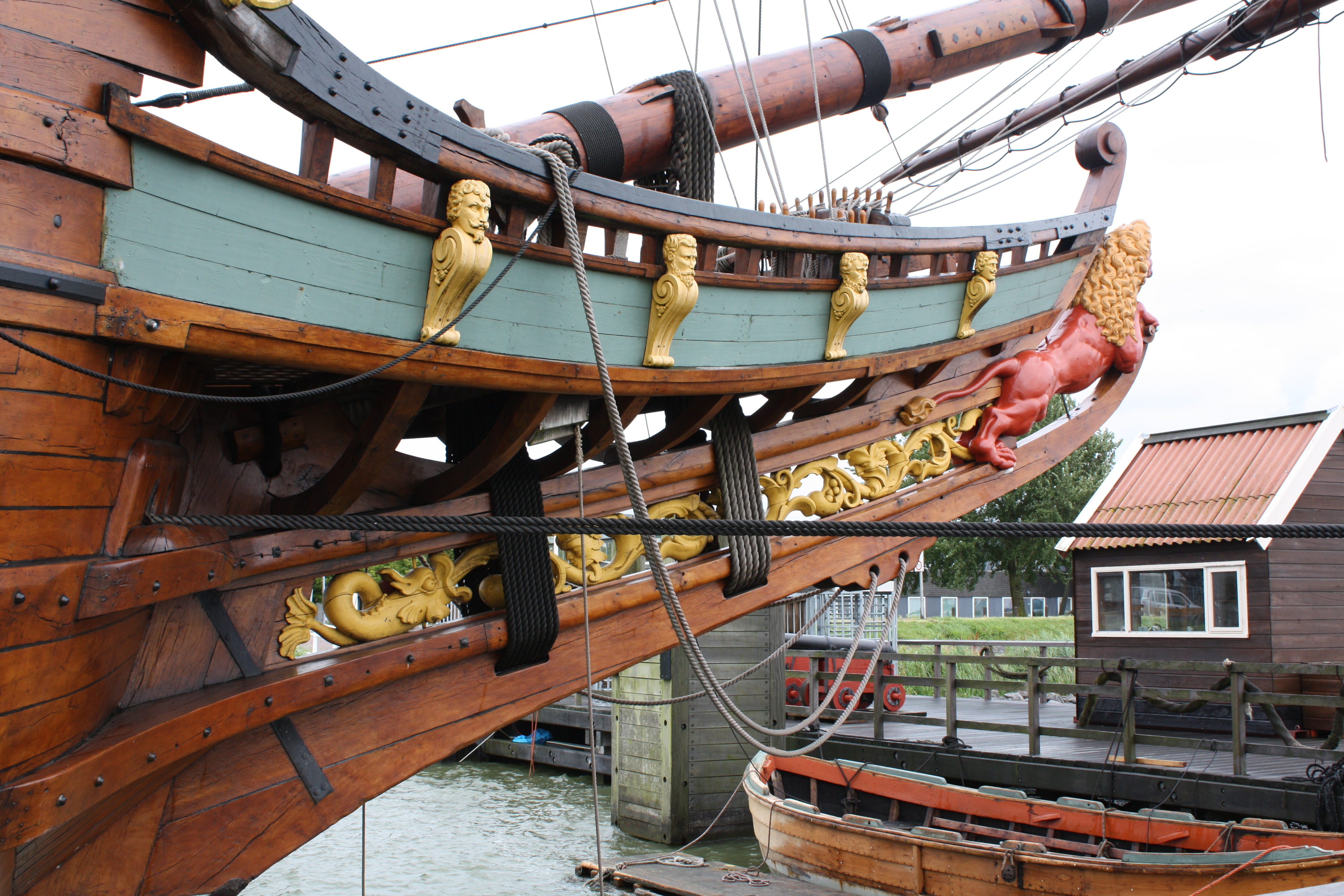
Гальюн реконструкції галеона «Батавія»
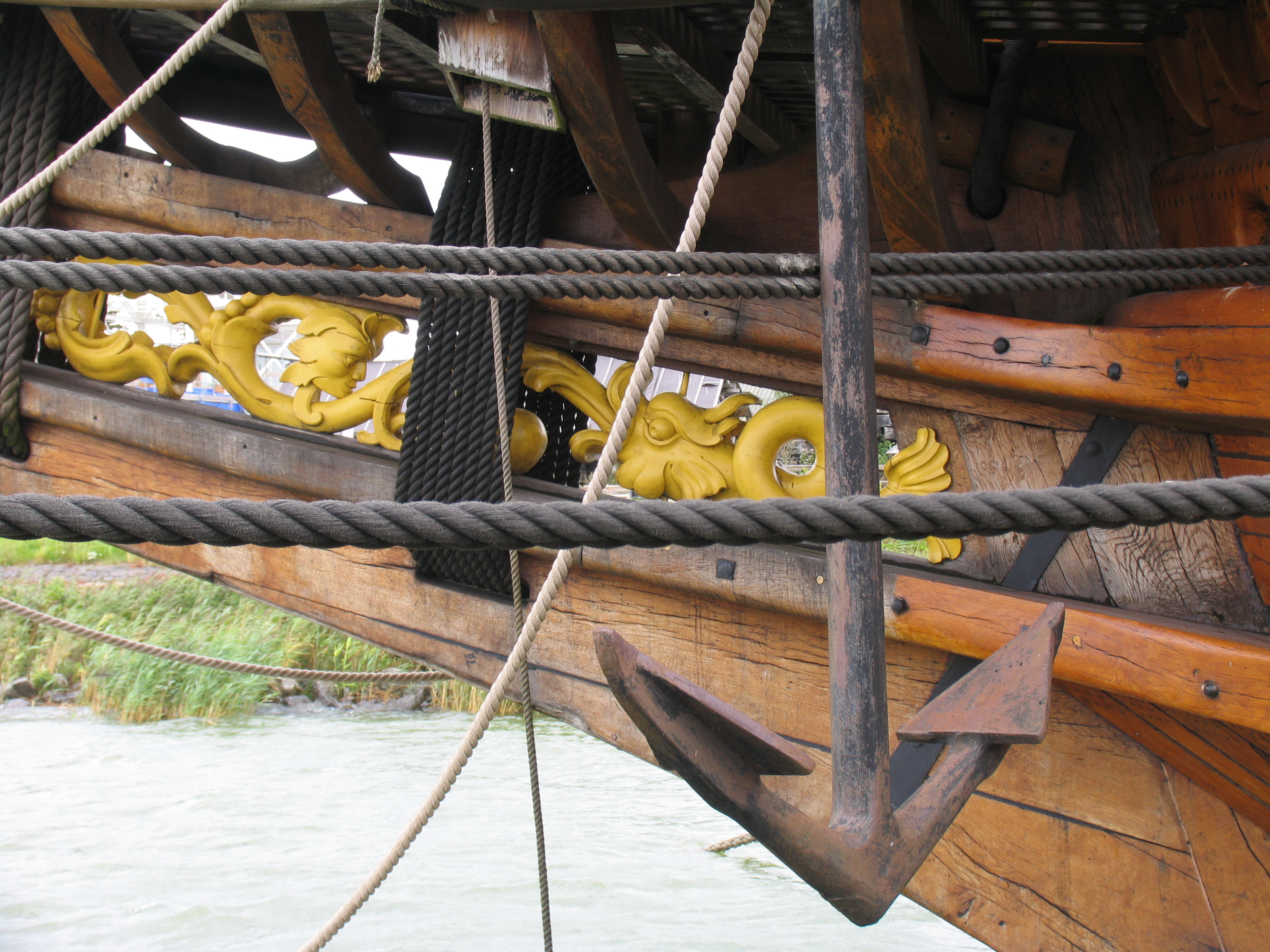
Херброкет між чиксами галеона «Батавія»
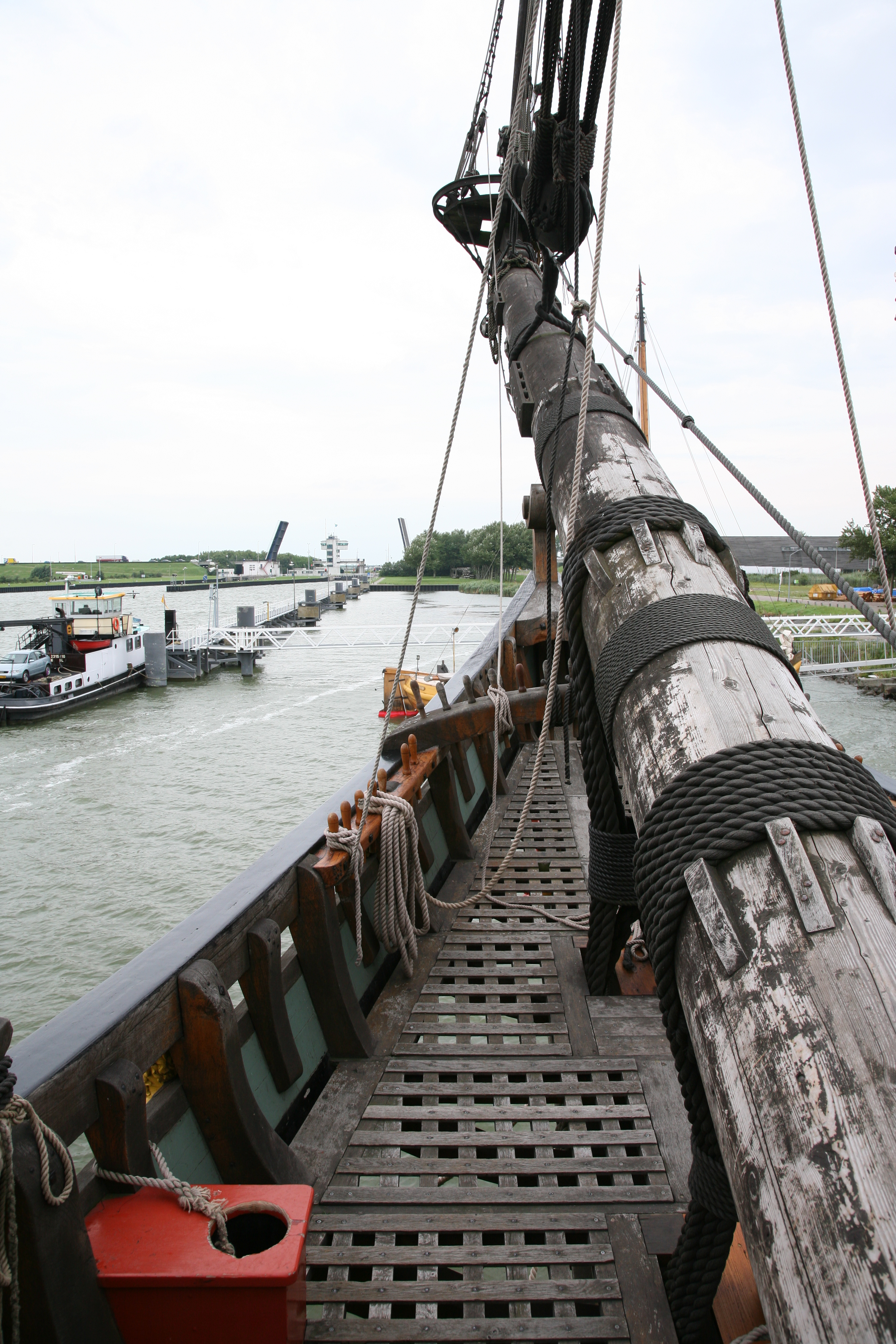
Гальюн галеона «Батавія»
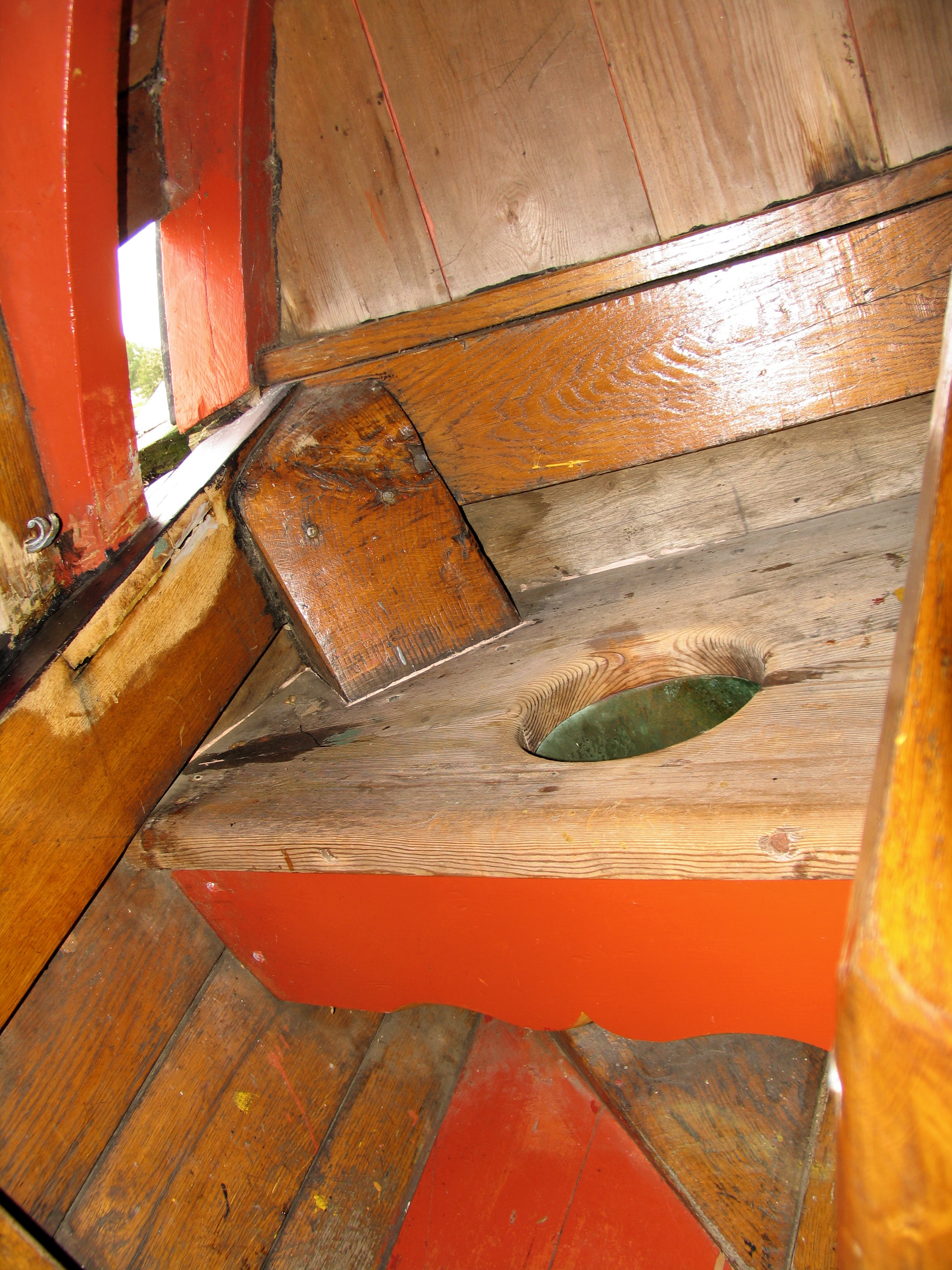
Відхоже місце в штульці галеона «Батавія»

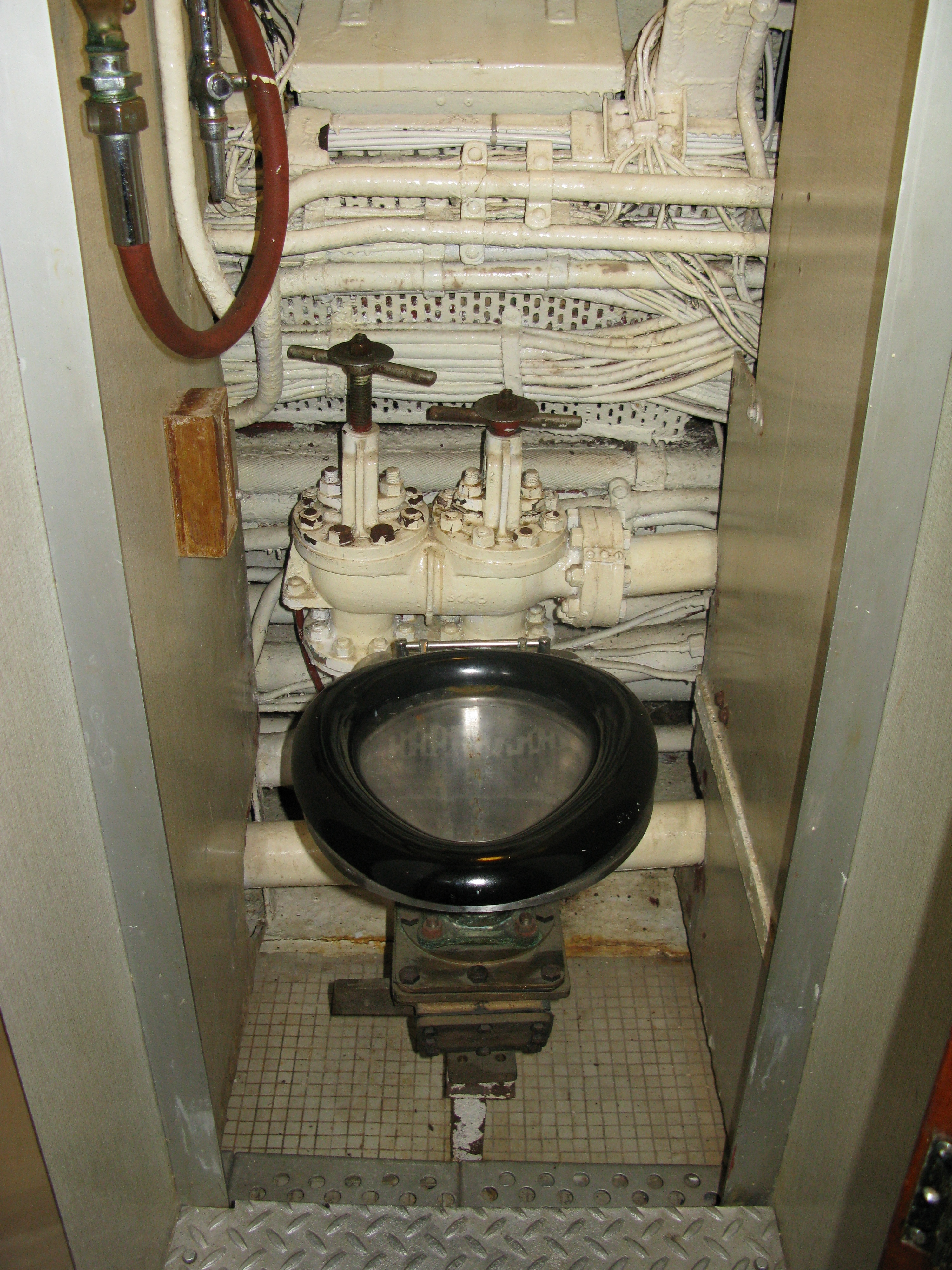
Гальюн на британській субмарині HMS «Alliance» (1945–1973)
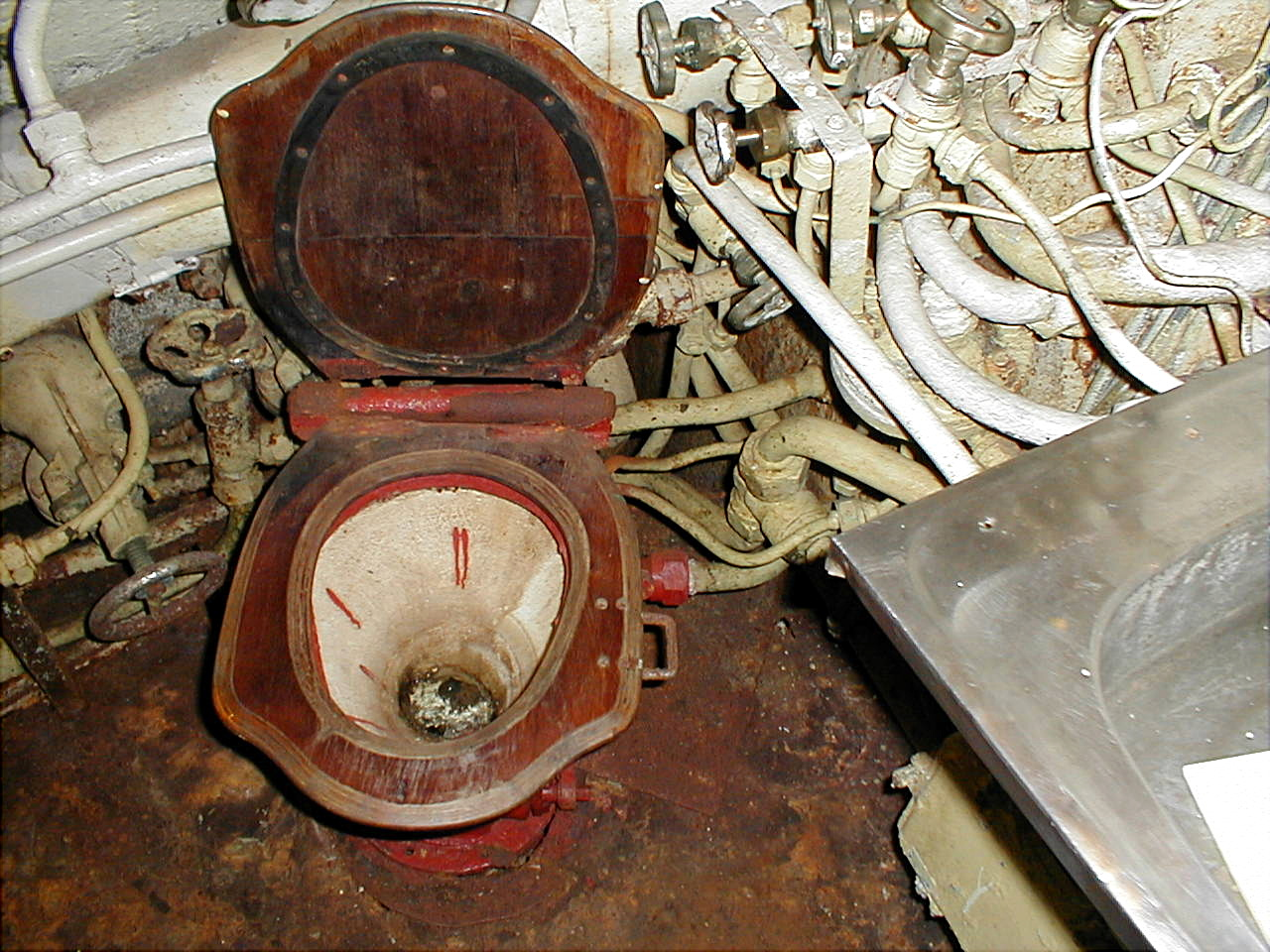
Гальюн на російській субмарині проекту «641» (1957–1983)
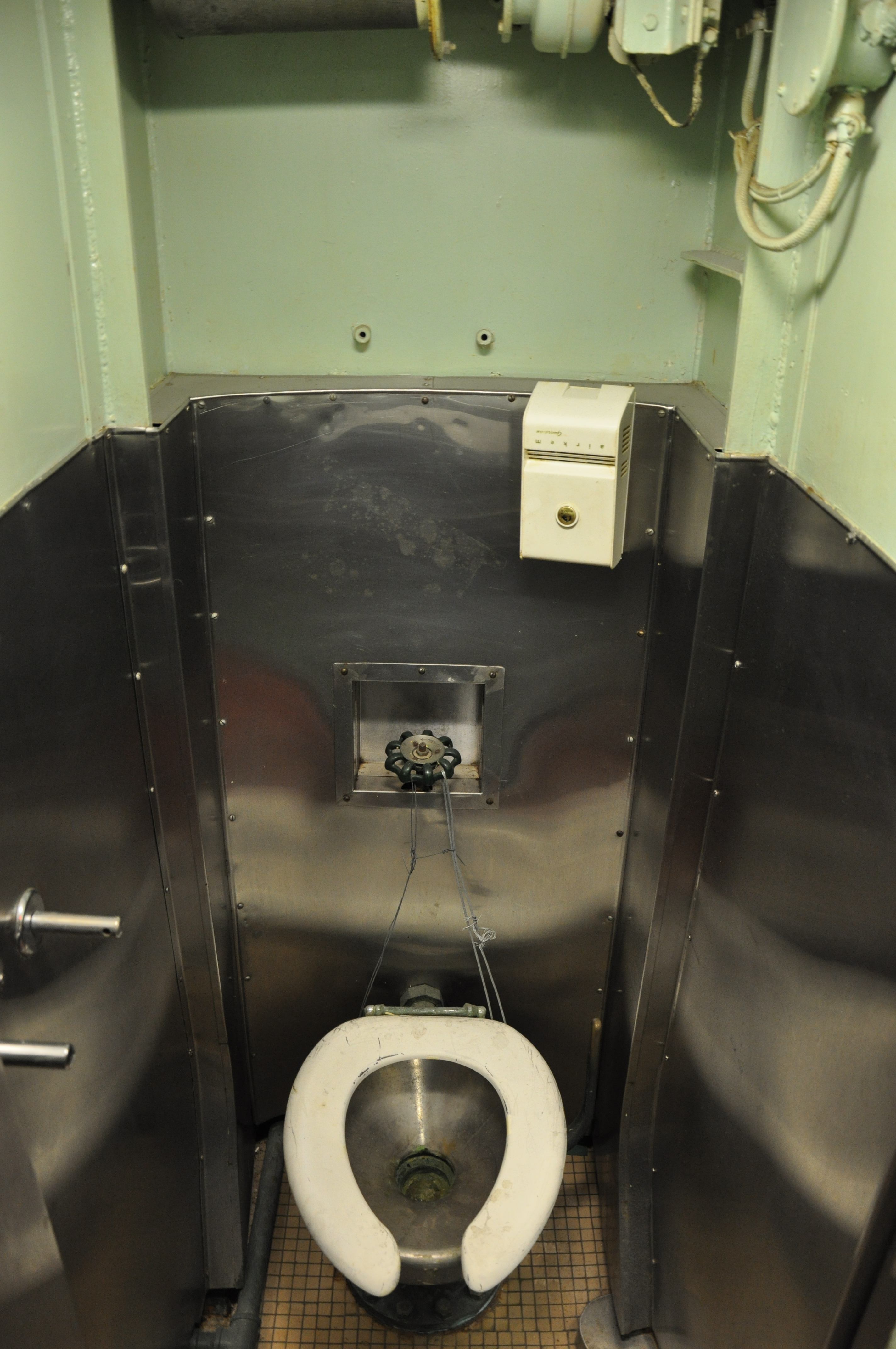
Гальюн на американській субмарині USS «Growler» (1950 роки)
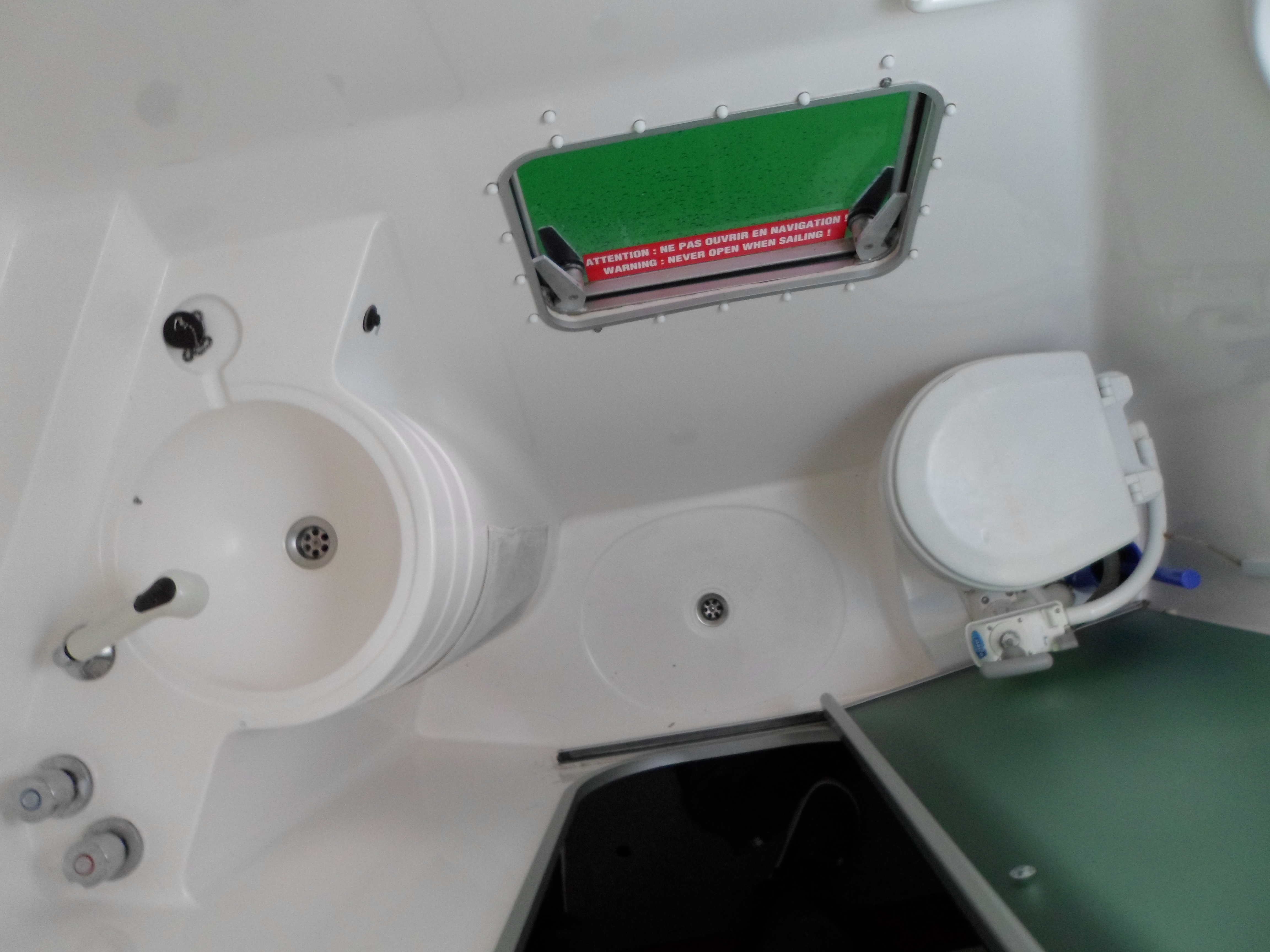
Гальюн на катамарані «Athena 38»